# Regine Schneider
Regine Schneider (* 26. August 1952 in Bochum) ist eine deutsche Journalistin und Autorin.

## Leben
Regine Schneider ist in Dortmund zur Schule gegangen und hat dort 1976 das Abitur am gymnasialen Zweig der Höheren Handelsschule abgelegt. Ein Studium der Publizistik, Soziologie und Pädagogik an der Ruhr-Universität Bochum hat sie 1982 mit der Magisterprüfung beendet.
Sie war bis 1988 Tageszeitungsredakteurin bei WAZ und Westfalenpost. Danach war sie bis 2007 Redakteurin bei der Frauenzeitschrift Brigitte und Ressortleiterin Beruf und Psychologie bei Woman. Seit 2007 ist sie Chefredakteurin beim Magazin Rubin und stellvertretende Chefredakteurin bei Junge Familie. Sie lebt in Hamburg.

## Publikationen
- Gestern waren wir noch sexy – heute genießen wir die Zeit, Hamburg, 2025, ISBN 979-830-746-1099.
- Paul ist tot. Witwengeschichten. Osburg Murmann, Hamburg 2014, ISBN 978-395-510-057-5.
- Ich möchte sterben, wie ich gelebt habe. Gespräche über den Tod. Patmos, Mannheim 2010, ISBN 978-3-491-42141-7.
- Karrieremütter. Vom Glück, Kind und Job zu vereinen. mvg, München 2008, ISBN 978-3-636-06386-1.
- An ihrer Seite. Männer prominenter Frauen erzählen. Eichborn, Frankfurt am Main 2006, ISBN 3-8218-5643-2.
- Fünfundfünfzigplus. Die Kunst des Älterwerdens. Prominente Frauen erzählen. Eichborn, Frankfurt am Main 2005, ISBN 3-8218-5625-4.
- Wenn der Prinz zum Frosch wird. Wunderlich, Reinbek bei Hamburg 2000, ISBN 3-8052-0675-5 (In ungarischer Sprache: Amikor a királyfiból úrja béka lesz. Trivium, Budapest 2002, ISBN 963-9367-16-8; in tschechischer Sprache: Když se z prince stane žabák. Podivuhodné proměny mužů. Ikar, Prag 2003, ISBN 80-249-0183-8; in türkischer Sprache: Erkekler değişir mi? Sevgiliyken prens, evliyken kurbağa (= Yeni Seri. Toplumsal kültür. 4). Gendas Kültür, Cağaloğlu İstanbul 2004, ISBN 975-308-517-6).
- Die kleinen Bosse. Wenn der Nachwuchs die Führung übernimmt. Wunderlich, Reinbek bei Hamburg 1999, ISBN 3-8052-0655-0 (In neugriechischer Sprache: Τα μικρά αφεντικά. Όταν οι γονείς τα δίνουν όλα για τα παιδιά τους. Η σπαρταριστή ιστορία μιας οικογένειας (= Παιδιά στην Αυγή του 21ου Αιώνα. 6) Θυμάρι, Αθήνα 2001, ISBN 960-349-060-1).
- Gute Mütter arbeiten. Ein Plädoyer für berufstätige Frauen. Krüger, Frankfurt am Main 1995, ISBN 3-8105-1866-2.
- Powerfrauen. Die neuen Vierzigjährigen. Krüger, Frankfurt am Main 1993, ISBN 3-8105-1844-1.
- Oh, Baby ... Das hatte ich mir anders vorgestellt. Erfahrungen von Frauen beim ersten Kind. Mosaik, München 1991, ISBN 3-576-03199-5.